# Sammelbalgfrucht

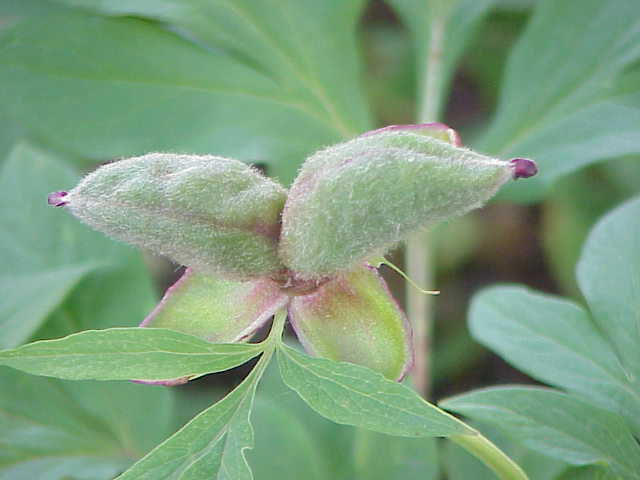
Sammelbalgfrucht der Pfingstrose (Paeonia officinalis)

Entstehen in einer Blüte aus zwei oder mehr Fruchtblättern mehrere miteinander verwachsene oder mit der Blütenachse verbunden Balgfrüchte, so spricht man von einer Sammelbalgfrucht. Sammelbalgfrüchte entstehen stets aus oberständigen Fruchtknoten. Da sich die Einzelbälge zur Samenreife öffnen, gehören Balg- und Sammelbalgfrüchte zu den Öffnungsfrüchten.
Sammelbalgfrüchte treten unter anderem bei vielen Magnolienähnlichen, bei Hahnenfußgewächsen (Delphinium, Trollblume u. v. m.), Pfingstrosen und Spiersträuchern auf.
Eine Sonderform der Sammelbalgfrucht ist die Apfelfrucht. Bei dieser stehen die Bälge nicht frei, sondern sind durch Achsengewebe verbunden oder umschlossen. Je nach Art der Frucht oder Sorte (z. B. bei Äpfeln) ist aber die Neigung zur Öffnung der Bälge am Fruchtquerschnitt noch zu erkennen.